# Eucapnopsis brevicauda
Eucapnopsis brevicauda är en bäcksländeart som beskrevs av Peter Walter Claassen 1924. Eucapnopsis brevicauda ingår i släktet Eucapnopsis och familjen småbäcksländor. Inga underarter finns listade i Catalogue of Life.